# El sistema Keops
El sistema Keops (estilitzada com El sistema K.E.OP/S) és una pel·lícula de thrillers, acció i comèdia negra argentina de 2022 dirigida per Nicolás Goldbart. Segueix la història d'un guionista que és espiat per una misteriosa organització que el fa xantatge amb revelar els seus secrets i posar en perill la seva reputació, no obstant això, el seu amic l'impulsa a buscar a les persones que estan darrere de tot això per a donar-los una lliçó. És protagonitzada per Daniel Hendler i Alan Sabbagh acompanyats per Rodrigo Noya, Gastón Cocchiarale, Violeta Urtizberea, Nicolás García Hume i Esteban Lamothe en papers secundaris. La pel·lícula es va estrenar de manera limitada a les sales de cinemes de l'Argentina el 12 de maig de 2022 sota la distribució de Cine Tren.

## Argument
Fernando (Daniel Hendler) és un guionista que porta una vida mediocre en el barri de Belgrano, fins que comença a ser assetjat per una estranya organització anomenada K.E.OP/S que ho amenaça amb publicar fotos i vídeos que comprometen la seva relació amb la seva xicota Julieta (Violeta Urtizberea). Per això, el seu amic Sergio (Alan Sabbagh) el convenç per a resoldre el problema amb mètodes violents, que els porten a viure una nit fosca i plena de perills.

## Repartiment
- Daniel Hendler com Fernando Blanksy.
- Alan Sabbagh com Sergio Israel.
- Rodrigo Noya com Patricio.
- Gastón Cocchiarale com Marcos.
- Violeta Urtizberea com Julieta.
- Esteban Lamothe com Número 4.
- Nicolás García Hume com Número 3.
- Esteban Bigliardi com Juan Pérez.
- Martín Garabal com El Oso.
- Miel Bargman com Cega.
- Katia Szechtman com Camila.
- Matilda Goldbart com Juana.
- Daniela Pal com Trota.
- Guillermo Jacubowicz com Garrido.

## Recepció

### Comentaris de la crítica
La pel·lícula va collir crítiques positives per part dels experts. Ezequiel Boetti de Página/12 va atorgar a la pel·lícula una qualificació de 7, dient que «té personalitat pròpia» i presenta «moments d'altíssim octanatge còmic». Per la seva part, Paula Vázquez Prieto del diari La Nación va catalogar a la cinta com a «bona», expressant que «funciona en la seva lògica, saca diversos riures i construeix un món propi gràcies als seus actors en sintonia i a una certa irreverència de la posada en escena, mai tímida ni encartronada». Leonardo D'espósito de la revista Noticias va destacar el treball del director, manifestant que aconsegueix «amb precisió narrar històries plenes d'humor negre que es barreja amb el costumisme i la fantasia», la qual cosa deixa com a resultat «un film divertit». En una ressenya per a la revista Hush, Facundo Bustamante va escriure que «Hendler brilla en els moments de mutisme, en una interpretació física que transmet perfectament aquestes sensacions […] i que la química amb Sabbagh és la que fa que el film vibri, i fa evolucionar al personatge de Fernando a través d'aquesta relació».
D'altra banda, María Paula Iranzo del portal Cine Argentino Hoy va descriure que la pel·lícula és «entretinguda, atrapante i divertida», en la qual sobresurten els seus protagonistes (Hendler i Sabbagh). Diego Batlle del lloc web Otros cines va valorar que el film conté «un bon ús dramàtic de les locacions nocturnes del barri de Belgrano, una reeixida utilització d'efectes visuals i un univers clarament masculí».

### Premis i nominacions
| Llista de premis i nominacions | Llista de premis i nominacions | Llista de premis i nominacions | Llista de premis i nominacions | Llista de premis i nominacions | Llista de premis i nominacions |
| Any                            | Organització                   | Categoria                      | Nominat/a(s)                   | Resultat                       | Ref(s)                         |
| ------------------------------ | ------------------------------ | ------------------------------ | ------------------------------ | ------------------------------ | ------------------------------ |
| 2022                           | Premis Sur                     | Millor so                      | Martín Grignaschi              | Nominat                        | [ 11 ]                         |
| 2023                           | Premis Cóndor de Plata         | Millor actor de repartiment    | Alan Sabbagh                   | Guanyador                      | [ 12 ]                         |